# Осипов, Владимир Васильевич (генерал-полковник)
Влади́мир Васи́льевич О́сипов (род. 20 августа 1933) — советский военный деятель, генерал-полковник.

## Биография
Родился 20 августа 1933 г. в деревне Плещеево Наро-Фоминского района Московской области.
В Советской армии с 1948 года.
В 1954 году окончил Киевское объединенное училище самоходной артиллерии.
С 1954 г. — командир взвода САУ, командир разведывательного взвода, командир танкового взвода, командир танковой роты Дальневосточного военного округа.
В 1968 году окончил Военную академию бронетанковых войск имени Маршала Советского Союза Р. Я. Малиновского.
Назначен начальником штаба танкового полка.
С 1971 г. - командир танкового полка.
С 1972 г. - заместитель командира танковой дивизии Белорусского военного округа.
В 1975 году окончил Военную академию Генерального штаба Вооруженных Сил СССР имени К. Е. Ворошилова. 
Командовал танковой и мотострелковой дивизиями.
В 1977 — 1978 г. — начальник штаба — 1-й заместитель командующего армией.
Май 1978 — январь 1981 г. — командующий 6-й гвардейской танковой армией Киевского военного округа.
Январь 1981 — май 1983 г. — командующий 1-й гвардейской танковой Краснознамённой армией Группы советских войск в Германии.
Май 1983 — август 1984 г. — 1-й заместитель командующего войсками Краснознаменного Белорусского военного округа.
Август 1984 — январь 1989 г. — командующий войсками Краснознаменного Киевского военного округа.
Январь 1989 — март 1992 г. — главнокомандующий войсками Юго-Западного направления (город Кишинев).
Март — июнь 1992 г. — командующий войсками Юго-Западного направления (город Кишинев).
В феврале 1993 г. уволен в запас.
Член КПСС с 1958 года. Депутат Верховного Совета СССР 11-го созыва. Народный депутат СССР в 1989 — 1991 г. Кандидат в члены ЦК КПСС в 1986 — 1989 г. Член ЦК КПСС в 1989 — 1990 г.  Депутат Верховного Совета УССР 10-го созыва. Член ЦК КПУ в 1986 — 1991 г. 

## Присвоение воинских званий
- генерал-лейтенант танковых войск (5.05.1980)
- генерал-полковник (29.10.1984)

## Награды
- Орден Красного Знамени
- Орден Красной Звезды
- Орден «За службу Родине в Вооруженных Силах СССР» III и II степеней
- медали

## Ссылка
- www.az-libr.ru/index.htm?Persons&EH8/3b5f9ae5/index